# Thektogaster chrysis
Thektogaster chrysis är en stekelart som först beskrevs av Förster 1861.  Thektogaster chrysis ingår i släktet Thektogaster, och familjen puppglanssteklar. Arten är reproducerande i Sverige.